# Хижины (картина Ван Гога)
«Хижины» — картина нидерландского художника Винсента Ван Гога, написанная им в мае 1890 года, за несколько месяцев до смерти.

## История создания
Ван Гог приехал в Овер-сюр-Уаз в мае 1890 года по приглашению доктора Гаше в надежде, что мягкий климат северной Франции положительно повлияет на него. За три месяца, проведённые в Овере, ван Гог написал более тридцати пейзажей и видов города. Блуждая по небольшому городку, художник нашёл несколько бедных домов, напоминавших ему родную Голландию. Он возвращался к ним несколько раз, создав несколько картин, изображающих хижины в разных ракурсах («Улица в Овере», Хельсинки, «Соломенные крыши в Овере», Музей Орсе, Париж). В картине нет трагизма. Сам ван Гог, будучи довольным своей работой, в письме к брату Тео отмечал:
Сейчас пишу этюд — старые крытые соломой домики, на переднем плане хлеба и поле цветущего гороха, на заднем — холмы…
В «Хижинах», как и в других картинах того периода, царит спокойный колорит с преобладанием теплых бледно-жёлтых и холодных сине-зелёных оттенков. Однако художественная манера остаётся неспокойной, резкие и нервные мазки, «взбирающиеся» вверх и сливающиеся с таким же потоком, идущим сверху, создают чувство напряжённости и скрытой тревоги.

## Провенанс
«Хижины» находились в частном собрании коллекционера Ивана Абрамовича Морозова. После Октябрьской революции 1917 года коллекция Морозова перешла в Государственный музей нового западного искусства, который был закрыт в 1948 году, а его собрание было поделено между Пушкинским музеем и Эрмитажем. «Хижины» были одной из картин, перешедших в собрание Эрмитажа, где она и выставлена по сей день.

## Каталоги
- F750: Jacob Baart de la Faille (1928), L'Œuvre de Vincent van Gogh, 6 vols, Paris & Bruxelles: Les Éditions G. van Oest, № 750.
- JH1984: Jan Hulsker (1980), The Complete Van Gogh, Oxford: Phaidon, № 1984.